# Crateri di Mercurio
Segue una lista dei crateri presenti sulla superficie di Mercurio. La nomenclatura di Mercurio è regolata dall'Unione Astronomica Internazionale; la lista contiene solo formazioni esogeologiche ufficialmente riconosciute da tale istituzione.
I crateri di Mercurio portano il nome di celebri artisti, musicisti, scrittori e pittori. Fanno eccezione Kuiper, dedicato ad un astronomo, e Hun Kal, "20" in lingua maya.
Inoltre, si conta un cratere inizialmente battezzato dall'IAU e la cui denominazione è stata poi abrogata.

## Prospetto

### A
| Cratere          | Eponimo                                                           | Latitudine | Longitudine | Diametro  |
| ---------------- | ----------------------------------------------------------------- | ---------- | ----------- | --------- |
| Abedin           | Zainul Abedin - Pittore bengalese (1914-1976).                    | 61,76° N   | 10,65° W    | 116,23 km |
| Abu Nuwas        | Abu Nuwas - Poeta arabo (756-810).                                | 17,76° N   | 21,04° W    | 116,76 km |
| Africanus Horton | Africanus Horton - Scrittore della Sierra Leone (1835-1883).      | 51,02° S   | 41,29° W    | 131,91 km |
| Ahmad Baba       | Ahmad Baba al-Massufi al-Tinbukti - Scrittore malese (1556-1627). | 58,32° N   | 128,45° W   | 126,27 km |
| Ailey            | Alvin Ailey - Ballerino e coreografo statunitense (1931-1989).    | 45,47° N   | 182,06° W   | 20,58 km  |
| Aksakov          | Sergej Timofeevič Aksakov - Scrittore russo (1791-1859).          | 34,77° N   | 78,7° W     | 173,61 km |
| Akutagawa        | Ryūnosuke Akutagawa - Scrittore giapponese (1892-1927).           | 48,27° N   | 141° W      | 106 km    |
| Al-Akhtal        | Al-Akhtal - Poeta arabo (756-810).                                | 59,73° N   | 100,14° W   | 94,29 km  |
| Alencar          | José de Alencar - Romanziere brasiliano (1829-1877).              | 63,63° S   | 103,77° W   | 105,95 km |
| Al-Hamadhani     | Badi' al-Zaman al-Hamadhani - Poeta arabo (967-1007).             | 39,02° N   | 91,95° W    | 167,34 km |
| Al-Jāhiz         | Al-Jāḥiẓ - Poeta arabo (c. 781-868).                              | 1,42° N    | 21,66° W    | 82,86 km  |
| Alver            | Betti Alver - Poeta estone (1906-1989).                           | 66,97° S   | 282,4° W    | 151,49 km |
| Amaral           | Tarsila do Amaral - Pittrice brasiliana (1886-1973).              | 26,54° S   | 242,2° W    | 108,52 km |
| Amru Al-Qays     | Imru l-Qays - Poeta arabo (fl. VI secolo).                        | 12,37° N   | 176,01° W   | 47,02 km  |
| Andal            | Āṇṭāḷ - Scrittrice tamil (fl. VIII secolo).                       | 47,48° S   | 37,63° W    | 108,55 km |
| Aneirin          | Aneirin - Bardo della Britannia postromana (fl. VI secolo).       | 27,33° S   | 2,5° W      | 466,62 km |
| Angelou          | Maya Angelou - Poetessa statunitense (1928 – 2014).               | 80,32° N   | 66,71° W    | 18 km     |
| Anguissola       | Sofonisba Anguissola - Pittrice italiana (1532-1625).             | 80,69° N   | 217,35° W   | 35,41 km  |
| Anyte            | Anite di Tegea - Poetessa greca (fl. IV-III secolo a.C.).         | 79,5° N    | 210,67° W   | 20,92 km  |
| Apollodorus      | Apollodoro di Damasco - Architetto greco (fl. II secolo).         | 30,51° N   | 196,65° W   | 41,51 km  |
| Aristoxenus      | Aristosseno - Filosofo greco (fl. IV secolo a.C.).                | 84,44° N   | 19,95° W    | 52,14 km  |
| Asawa            | Ruth Asawa - Scultrice statunitense (1926-2013).                  | 27,26° N   | 315,28° W   | 130 km    |
| Aśvaghosa        | Aśvaghoṣa - Poeta indiano (c. 80-150).                            | 10,62° N   | 21,39° W    | 88,24 km  |
| Atget            | Eugène Atget - Fotografo francese (1857-1927).                    | 25,57° N   | 193,53° W   | 100,33 km |

### B
| Cratere      | Eponimo                                                                          | Latitudine | Longitudine | Diametro  |
| ------------ | -------------------------------------------------------------------------------- | ---------- | ----------- | --------- |
| Bach         | Johann Sebastian Bach - Compositore tedesco (1685-1750).                         | 69,87° S   | 102,99° W   | 214,29 km |
| Bagryana     | Elisaveta Bagrjana - Poetessa bulgara (1893-1991)                                | 3,89° S    | 283,73° W   | 101 km    |
| Balagtas     | Francisco Balagtas - Poeta filippino (1788-1862).                                | 22,6° S    | 14,01° W    | 98,82 km  |
| Balanchine   | George Balanchine - Danzatore georgiano (1904-1983).                             | 38,53° N   | 184,28° W   | 40,9 km   |
| Balzac       | Honoré de Balzac - Scrittore francese (1799-1850).                               | 10,58° N   | 144,59° W   | 67,04 km  |
| Baranauskas  | Antanas Baranauskas - Poeta lituano (1835-1902).                                 | 50,71° N   | 39,67° W    | 35 km     |
| Barma        | Postnik Jakovlev - Architetto russo (fl. XVI secolo).                            | 40,99° S   | 163,39° W   | 122,71 km |
| Barney       | Natalie Clifford Barney - Scrittore statunitense (1876-1972).                    | 11,7° S    | 300,18° W   | 28,83 km  |
| Bartók       | Béla Bartók - Compositore ungherese (1881-1945).                                 | 29,28° S   | 134,98° W   | 116,65 km |
| Bashō        | Matsuo Bashō - Poeta giapponese (1644-1694).                                     | 32,43° S   | 170,44° W   | 74,62 km  |
| Bechet       | Sidney Bechet - Musicista statunitense (1897-1959).                              | 83,07° N   | 95,27° W    | 17,6 km   |
| Beckett      | Clarice Majoribanks Beckett - Pittrice australiana (1887-1936).                  | 40,16° S   | 248,67° W   | 60,24 km  |
| Beethoven    | Ludwig van Beethoven - Compositore tedesco (1770-1827).                          | 20,92° S   | 123,66° W   | 630,38 km |
| Bek          | Bek - Scultore egizio (fl. XIV secolo a.C.).                                     | 21,18° N   | 50,92° W    | 32,19 km  |
| Belinskij    | Vissarion Grigor'evič Belinskij - Filosofo russo (1811-1848).                    | 77,09° S   | 103,85° W   | 70,67 km  |
| Bellini      | Giovanni Bellini - Pittore italiano (1433-1516).                                 | 33,77° S   | 272,83° W   | 45 km     |
| Bello        | Andrés Bello - Umanista venezuelano (1781-1865).                                 | 18,89° S   | 120,08° W   | 139,13 km |
| Benoit       | Rigaud Benoit - Pittore haitiano (1911-1986).                                    | 7,51° N    | 255,59° W   | 40,12 km  |
| Berkel       | Sabri Berkel - Pittore turco (1909-1993).                                        | 13,7° S    | 333,23° W   | 22,4 km   |
| Berlioz      | Hector Berlioz - Compositore francese (1803-1869).                               | 79,33° N   | 321,17° W   | 31,44 km  |
| Bernini      | Gian Lorenzo Bernini - Architetto italiano (1598-1680).                          | 80,33° S   | 140,63° W   | 168,13 km |
| Berry        | Chuck Berry - Cantautore statunitense (1926-2017).                               | 70,57° N   | 247,27° W   | 25 km     |
| Bilokur      | Kateryna Bilokur - Artista sovietica (1900-1961).                                | 0,79° S    | 108,33° W   | 67 km     |
| Bjornson     | Bjørnstjerne Bjørnson - Poeta norvegese (1832-1910).                             | 73,07° N   | 114,52° W   | 75,93 km  |
| Boccaccio    | Giovanni Boccaccio - Poeta italiano (1313-1375).                                 | 80,83° S   | 23,24° W    | 151,95 km |
| Boethius     | Severino Boezio - Filosofo romano (476-525).                                     | 1,04° S    | 73,57° W    | 114,73 km |
| Botticelli   | Sandro Botticelli - Pittore italiano (1445-1510).                                | 63,76° N   | 113,33° W   | 136,35 km |
| Boznańska    | Olga Boznańska - Pittrice polacca (1865-1940).                                   | 59,63° N   | 40,61° W    | 72 km     |
| Brahms       | Johannes Brahms - Compositore tedesco (1833-1897).                               | 58,31° N   | 177,36° W   | 100,29 km |
| Bramante     | Bramante - Architetto italiano (1444-1514).                                      | 47,21° S   | 61,51° W    | 156 km    |
| Brontë       | Famiglia Brontë - Tre sorelle scrittrici e il fratello pittore (fl. XIX secolo). | 38,53° N   | 127,52° W   | 68,31 km  |
| Brooks       | Gwendolyn Brooks - Poetessa statunitense (1917-2000).                            | 45,18° S   | 167,91° W   | 34 km     |
| Bruegel      | Pieter Bruegel il Vecchio - Pittore fiammingo (c. 1525-1569).                    | 49,74° N   | 109,61° W   | 72,37 km  |
| Brunelleschi | Filippo Brunelleschi - Architetto italiano (1377-1446).                          | 8,92° S    | 22,43° W    | 128,57 km |
| Bulsara      | Freddie Mercury - Alla nascita Farrokh Bulsara, cantante britannico (1946-1991). | 34,16° S   | 300° W      | 110 km    |
| Bunin        | Ivan Alekseevič Bunin - Scrittore e poeta russo (1861 – 1941).                   | 84,47° N   | 141,76° W   | 37 km     |
| Burke        | Billie Burke - Attrice statunitense (1884-1970).                                 | 85,91° N   | 171,56° W   | 28,5 km   |
| Burns        | Robert Burns - Poeta scozzese (1759-1796).                                       | 54,14° N   | 117,83° W   | 43,02 km  |
| Byron        | George Gordon Byron - Poeta inglese (1788-1824).                                 | 8,7° S     | 32,93° W    | 106,58 km |

### C
| Cratere      | Eponimo                                                                                           | Latitudine | Longitudine | Diametro  |
| ------------ | ------------------------------------------------------------------------------------------------- | ---------- | ----------- | --------- |
| Calder       | Alexander Calder - Scultore statunitense (1898-1976).                                             | 3,51° N    | 347,16° W   | 23,97 km  |
| Callicrates  | Callicrate - Architetto greco (fl. V secolo a.C.).                                                | 66,49° S   | 30,36° W    | 68,32 km  |
| Calvino      | Italo Calvino - Scrittore Italiano (1923-1985).                                                   | 3,93° S    | 55,98° W    | 67,23 km  |
| Camões       | Luís de Camões - Poeta portoghese (1524-1580).                                                    | 71,21° S   | 68,18° W    | 69,67 km  |
| Canova       | Antonio Canova - Scultore Italiano (1757-1822).                                                   | 25,6° N    | 3,71° W     | 46 km     |
| Capote       | Truman Capote - Scrittore statunitense (1924-1984).                                               | 21,07° S   | 287,56° W   | 87,72 km  |
| Caravaggio   | Caravaggio - Pittore italiano (1571-1610).                                                        | 3,15° N    | 272,75° W   | 185,33 km |
| Carducci     | Giosuè Carducci - Poeta italiano (1835-1907).                                                     | 36,54° S   | 90,56° W    | 108,19 km |
| Carleton     | William Carleton - Scrittore irlandese (1794-1896)                                                | 52,2° S    | 303,4° W    | 177 km    |
| Carolan      | Turlough O'Carolan - Musicista irlandese (1670-1738).                                             | 83,88° N   | 328,23° W   | 24,34 km  |
| Caruso       | Enrico Caruso - Tenore italiano (1873-1921).                                                      | 2,33° S    | 76,25° W    | 31,27 km  |
| Carvalho     | Beth Carvalho - Cantante brasiliana (1946-2019).                                                  | 26,82° N   | 51,61° W    | 90 km     |
| Castiglione  | Giuseppe Castiglione - Pittore italiano che lavoro alla corte dell'Imperatore cinese (1688-1766). | 40,86° S   | 272,01° W   | 80 km     |
| Catullus     | Gaio Valerio Catullo - Poeta romano (84-54 a.C.).                                                 | 21,96° N   | 292,44° W   | 100,25 km |
| Cervantes    | Miguel de Cervantes - Scrittore spagnolo (1547-1616).                                             | 76,05° S   | 124,27° W   | 213,16 km |
| Cézanne      | Paul Cézanne - Pittore francese (1839-1906).                                                      | 8,47° S    | 123,65° W   | 67,49 km  |
| Chaikovskij  | Pëtr Il'ič Čajkovskij - Compositore russo (1840-1893).                                            | 7,9° N     | 50,87° W    | 171,02 km |
| Chao Meng-Fu | Zhao Mengfu - Pittore e calligrafo cinese (1254-1322).                                            | 87,85° S   | 133,19° W   | 128,65 km |
| Chekhov      | Anton Čechov - Scrittore russo (1860-1904).                                                       | 36,22° S   | 61,33° W    | 193,84 km |
| Chesterton   | Gilbert Keith Chesterton - Scrittore britannico (1874-1936).                                      | 88,38° N   | 134,49° W   | 37,23 km  |
| Chiang K'ui  | Jiāng Kuí - Poeta e calligrafo cinese (c. 1155-1221).                                             | 14,74° N   | 102,77° W   | 41,11 km  |
| Chŏng Ch'ŏl  | Chŏng Ch'ŏl - Poeta coreano (1536-1593).                                                          | 46,71° N   | 117,53° W   | 143,22 km |
| Chopin       | Fryderyk Chopin - Compositore polacco (1810-1849).                                                | 65,5° S    | 123,51° W   | 131,34 km |
| Chu Ta       | Zhū Dā - Pittore cinese (1626-1705).                                                              | 2,02° N    | 105,66° W   | 100,38 km |
| Codesido     | Julia Codesido - Pittrice peruviana (1883-1979).                                                  | 68,19° S   | 206,99° W   | 64 km     |
| Coleridge    | Samuel Taylor Coleridge - Poeta inglese (1772-1834).                                              | 55,42° S   | 66,23° W    | 111,68 km |
| Copland      | Aaron Copland - Compositore statunitense (1900-1990).                                             | 37,65° N   | 286,95° W   | 208,71 km |
| Copley       | John Singleton Copley - Pittore statunitense (1738-1815).                                         | 38,56° S   | 85,95° W    | 34,89 km  |
| Couperin     | François Couperin - Compositore francese (1668-1733).                                             | 29,74° N   | 151,9° W    | 79,44 km  |
| Cunningham   | Imogen Cunningham - Fotografo statunitense (1883-1976).                                           | 30,37° N   | 202,84° W   | 37,57 km  |

### D
| Cratere     | Eponimo                                                    | Latitudine | Longitudine | Diametro  |
| ----------- | ---------------------------------------------------------- | ---------- | ----------- | --------- |
| Dali        | Salvador Dalí - Artista spagnolo (1904-1989).              | 45,11° N   | 239,97° W   | 176,11 km |
| Damer       | Anne Seymour Damer - Scultrice britannica (1748-1828).     | 36,35° N   | 116° W      | 59,76 km  |
| Darío       | Rubén Darío - Poeta nicaraguense (1867-1916).              | 26,24° S   | 9,46° W     | 151,67 km |
| David       | Jacques-Louis David - Pittore francese (1748-1825).        | 17,65° S   | 292,04° W   | 23,93 km  |
| de Graft    | Joe Coleman de Graft - Scrittore ghanese (1924-1978).      | 22,14° N   | 358° W      | 68,16 km  |
| Debussy     | Claude-Achille Debussy - Compositore francese (1862-1918). | 33,97° S   | 347,31° W   | 80,16 km  |
| Degas       | Edgar Degas - Pittore francese (1834-1917).                | 37,12° N   | 127,99° W   | 54,9 km   |
| Delacroix   | Eugène Delacroix - Pittore francese (1798-1863).           | 44,35° S   | 129,45° W   | 157,77 km |
| Derain      | André Derain - Pittore francese (1880-1954).               | 8,82° S    | 340,29° W   | 167,47 km |
| Derzhavin   | Gavriil Romanovič Deržavin - Poeta russo (1743-1816).      | 46,11° N   | 36,93° W    | 156,3 km  |
| Despréz     | Josquin Desprez - Compositore fiammingo (1450-1521).       | 81,05° N   | 102,89° W   | 47,05 km  |
| Dickens     | Charles Dickens - Scrittore britannico (1812-1870).        | 73,4° S    | 155,63° W   | 77,31 km  |
| Disney      | Walt Disney - Cineasta statunitense (1901-1966).           | 68,28° S   | 99,87° W    | 113,44 km |
| Dominici    | Maria De Dominici - Scultrice maltese (1645-1703).         | 1,32° N    | 36,45° W    | 19,95 km  |
| Donelaitis  | Kristijonas Donelaitis - Poeta lituano (1714-1780).        | 52,9° S    | 321,5° W    | 84,5 km   |
| Donne       | John Donne - Poeta inglese (1572-1631).                    | 2,99° N    | 13,93° W    | 85,64 km  |
| Dostoevskij | Fëdor Dostoevskij - Scrittore russo (1821-1881).           | 44,95° S   | 176,24° W   | 430,35 km |
| Dowland     | John Dowland - Compositore inglese (1563-1626).            | 53,65° S   | 180,45° W   | 158,5 km  |
| Driscoll    | Clara Driscoll - Designer statunitense (1861-1944).        | 30,56° N   | 33,51° W    | 30 km     |
| Du Fu       | Du Fu - Poeta cinese (712-770).                            | 25,02° N   | 93,62° W    | 33 km     |
| Duccio      | Duccio di Buoninsegna - Pittore italiano (1255-1318).      | 58,43° N   | 52,41° W    | 132,57 km |
| Dürer       | Albrecht Dürer - Pittore tedesco (1471-1528).              | 21,55° N   | 119,18° W   | 194,71 km |
| Dvorák      | Antonín Dvořák - Compositore boemo (1841-1904).            | 9,33° S    | 12,06° W    | 74,38 km  |

### E
| Cratere     | Eponimo                                                                                   | Latitudine | Longitudine | Diametro  |
| ----------- | ----------------------------------------------------------------------------------------- | ---------- | ----------- | --------- |
| Eastman     | Charles Alexander Eastman - Scrittore Sioux (1858-1939).                                  | 9,53° N    | 234,16° W   | 67,65 km  |
| Echegaray   | José Echegaray y Eizaguirre - Drammaturgo spagnolo (1832-1916).                           | 43,67° N   | 20,04° W    | 62,88 km  |
| Egonu       | Uzo Egonu - Artista nigeriano (1931-1996).                                                | 67,4° N    | 299,2° W    | 25 km     |
| Eitoku      | Kanō Eitoku - Pittore giapponese (1543-1590).                                             | 21,86° S   | 157,02° W   | 100,87 km |
| El Husseini | Jumana El Husseini - Pittrice palestinese (1932-2018).                                    | 75,34° S   | 333,34° W   | 87 km     |
| Ellington   | Duke Ellington - Musicista, compositore e direttore d'orchestra statunitense (1899-1974). | 12,85° S   | 333,82° W   | 216,05 km |
| Eminescu    | Mihai Eminescu - Poeta rumeno (1850-1889).                                                | 10,7° N    | 245,7° W    | 129,82 km |
| Enheduanna  | Enḫeduanna - Sacerdotessa sumera (fl. XXIII secolo a.C.).                                 | 48,31° N   | 33,57° W    | 105 km    |
| Ensor       | James Ensor - Pittore belga (1860-1949).                                                  | 82,32° N   | 17,53° W    | 24,92 km  |
| Enwonwu     | Benedict Chuka Enwonwu - Pittore nigeriano (1921-1994).                                   | 9,99° S    | 238,03° W   | 37,75 km  |
| Equiano     | Olaudah Equiano - Scrittore Nigeriano (1745-1797).                                        | 39,99° S   | 30,55° W    | 102,51 km |
| Erté        | Romain de Tirtoff detto Erté - Pittore francese di origini russe (1892-1990).             | 27,46° N   | 117,55° W   | 48,55 km  |

### F
| Cratere   | Eponimo                                                           | Latitudine | Longitudine | Diametro  |
| --------- | ----------------------------------------------------------------- | ---------- | ----------- | --------- |
| Faulkner  | William Faulkner - Scrittore statunitense (1897-1962).            | 8,06° N    | 282,97° W   | 167,84 km |
| Fet       | Afanasij Afanas'evič Fet-Šenšin - Poeta russo (1822-1892).        | 4,81° S    | 180,16° W   | 79,48 km  |
| Firdousi  | Hakīm Abol-Ghāsem Ferdowsī Tūsī - Poeta persiano (935-1020).      | 3,48° N    | 294,61° W   | 98,28 km  |
| Flaiano   | Ennio Flaiano - Scrittore italiano (1910-1972).                   | 21,27° S   | 76,61° W    | 43,74 km  |
| Flaubert  | Gustave Flaubert - Scrittore francese (1821-1880).                | 13,81° S   | 72,61° W    | 95,34 km  |
| Fonteyn   | Margot Fonteyn - Danzatrice inglese (1919-1991).                  | 32,85° N   | 264,31° W   | 29,41 km  |
| Freire    | María Freire - Pittrice uruguaiana (1917-2015).                   | 73,36° S   | 214,46° W   | 51 km     |
| Fuller    | Richard Buckminster Fuller - Architetto statunitense (1895-1983). | 82,97° N   | 44,94° W    | 26,97 km  |
| Futabatei | Futabatei Shimei - Scrittore giapponese (1864-1909).              | 16,08° S   | 83,53° W    | 57,3 km   |

### G
| Cratere        | Eponimo                                                       | Latitudine | Longitudine | Diametro  |
| -------------- | ------------------------------------------------------------- | ---------- | ----------- | --------- |
| Gainsborough   | Thomas Gainsborough - Pittore inglese (1727-1788).            | 35,76° S   | 184,45° W   | 95,2 km   |
| Gaudí          | Antoni Gaudí - Architetto spagnolo(1852-1926).                | 76,9° N    | 290,5° W    | 81 km     |
| Gauguin        | Paul Gauguin - Pittore francese (1848-1903).                  | 66,29° N   | 100,14° W   | 70,1 km   |
| Geddes         | Wilhelmina Geddes - Decoratrice irlandese (1887-1955).        | 27,23° N   | 29,62° W    | 83,53 km  |
| Ghiberti       | Lorenzo Ghiberti - Scultore italiano (1378-1455).             | 48,44° S   | 80,08° W    | 110,18 km |
| Giambologna    | Giambologna - Pittore fiammingo attivo in Italia (1529-1608). | 42,56° S   | 124,01° W   | 68,71 km  |
| Gibran         | Khalil Gibran - Poeta libanese (1883-1931).                   | 35,76° N   | 111,56° W   | 106,26 km |
| Giotto         | Giotto di Bondone - Pittore italiano (1267-1337).             | 12,47° N   | 56,47° W    | 144,21 km |
| Glinka         | Michail Ivanovič Glinka - Compositore russo (1804-1857).      | 14,81° N   | 112,52° W   | 89,04 km  |
| Gluck          | Christoph Willibald Gluck - Compositore tedesco (1714-1787).  | 38,07° N   | 18,61° W    | 100,61 km |
| Goethe         | Johann Wolfgang von Goethe - Scrittore tedesco (1749-1832).   | 81,51° N   | 53,83° W    | 317,17 km |
| Gogol          | Nikolaj Vasil'evič Gogol' - Scrittore ucraino (1809-1852).    | 28,29° S   | 147,38° W   | 79,39 km  |
| Gordimer       | Nadine Gordimer - Scrittrice sudafricana (1923-2014).         | 87,73° N   | 170,9° W    | 58 km     |
| Goya           | Francisco Goya - Pittore spagnolo (1746-1828).                | 6,78° S    | 152,15° W   | 138,42 km |
| Grainger       | Percy Grainger - Compositore australiano (1882-1961).         | 44,11° S   | 255,13° W   | 112,61 km |
| Grieg          | Edvard Grieg - Compositore norvegese (1746-1828).             | 52,6° N    | 15,17° W    | 58,84 km  |
| Grotell        | Majlia Grotell - Ceramista finno-statunitense (1899-1973).    | 71,11° N   | 31,76° W    | 48,25 km  |
| Guido d'Arezzo | Guido d'Arezzo - Musicologo italiano (c. 991-1050).           | 38,37° S   | 18,49° W    | 58,04 km  |
| Guinness       | May Guinness - Pittrice irlandese (1863-1955).                | 15,79° N   | 266,28° W   | 97 km     |

### H
| Cratere     | Eponimo | Latitudine | Longitudine | Diametro  |
| ----------- | --- | ---------- | ----------- | --------- |
| Hafiz       | Hafez - Poeta persiano (1315-1390).                                                                          | 19,46° N   | 280,36° W   | 280 km    |
| Halim       | Tahia Halim - Pittrice egiziana (1919-2003).                                                                 | 48,87° N   | 100,94° W   | 44 km     |
| Hals        | Frans Hals - Pittore olandese (1580-1666).                                                                   | 54,87° S   | 114,96° W   | 92,88 km  |
| Han Kan     | Han Gan - Pittore cinese (fl. VIII secolo).                                                                  | 72,25° S   | 146,1° W    | 50,12 km  |
| Handel      | Georg Friedrich Händel - Compositore tedesco naturalizzato inglese (1685-1759).                              | 3,64° N    | 34,06° W    | 138,04 km |
| Harunobu    | Suzuki Harunobu - Stampatore giapponese (1724-1770).                                                         | 14,9° N    | 140,88° W   | 106,78 km |
| Hauptmann   | Gerhart Hauptmann - Poeta tedesco (1862-1946).                                                               | 23,72° S   | 180,33° W   | 0 km      |
| Hawthorne   | Nathaniel Hawthorne - Scrittore statunitense (1804-1864).                                                    | 51,31° S   | 115,36° W   | 119,9 km  |
| Haydn       | Franz Joseph Haydn - Compositore austriaco (1732-1809).                                                      | 27,27° S   | 71,45° W    | 251,04 km |
| Heaney      | Seamus Heaney - Poeta irlandese (1939-2013).                                                                 | 33,77° S   | 237,71° W   | 125 km    |
| Heine       | Heinrich Heine - Poeta tedesco (1797-1856).                                                                  | 32,53° N   | 125,39° W   | 72,68 km  |
| Hemingway   | Ernest Hemingway - Scrittore statunitense (1899-1961).                                                       | 17,56° N   | 2,95° W     | 132,11 km |
| Henri       | Robert Henri - Pittore statunitense (1865 –1929).                                                            | 78,69° N   | 201,08° W   | 163,8 km  |
| Hesiod      | Esiodo - Poeta greco (fl. VIII-VII secolo a.C.).                                                             | 58,24° S   | 34,22° W    | 101,03 km |
| Hiroshige   | Utagawa Hiroshige - Incisore giapponese (1797-1858).                                                         | 13,33° S   | 26,97° W    | 138,42 km |
| Hitomaro    | Kakinomoto no Hitomaro - Poeta giapponese (c. 662-710).                                                      | 16,07° S   | 15,72° W    | 105,21 km |
| Hodgkins    | Frances Mary Hodgkins - Pittrice neozelandese (1869-1947).                                                   | 29,22° N   | 341,74° W   | 19,15 km  |
| Hokusai     | Katsushika Hokusai - Pittore giapponese (1760-1849).                                                         | 57,76° N   | 343,1° W    | 114,03 km |
| Holbein     | Hans Holbein il Vecchio - Pittore tedesco (1460-1524) Hans Holbein il Giovane - Pittore tedesco (1497-1543). | 36,11° N   | 29,74° W    | 115,51 km |
| Holberg     | Ludvig Holberg - Scrittore norvegese (1684-1754).                                                            | 67,37° S   | 59,59° W    | 64,4 km   |
| Holst       | Gustav Holst - Compositore inglese (1874-1934).                                                              | 17,33° S   | 314,9° W    | 169,95 km |
| Homer       | Omero - Poeta greco (fl. IX-VIII secolo a.C.).                                                               | 1,26° S    | 36,58° W    | 318,7 km  |
| Hopper      | Edward Hopper - Pittore statunitense (1882-1967).                                                            | 12,4° S    | 304,1° W    | 35,62 km  |
| Horace      | Quinto Orazio Flacco - Poeta romano (65-8 a.C.).                                                             | 69,31° S   | 49,9° W     | 56,07 km  |
| Hovnatanian | Hakop Hovnatanian - Pittore armeno (1806-1881).                                                              | 7,73° S    | 187,17° W   | 34,43 km  |
| Hugo        | Victor Hugo - Scrittore francese (1802-1885).                                                                | 39,58° N   | 48,54° W    | 206,2 km  |
| Hun Kal     | "20", in lingua maya. Questo cratere è utilizzato per definire il meridiano 20° W di Mercurio.               | 0,41° S    | 19,94° W    | 0,93 km   |
| Hurley      | James Francis Hurley detto Frank - Fotografo australiano (1885-1962).                                        | 87,3° S    | 6,4° W      | 67 km     |

### I
| Cratere   | Eponimo                                              | Latitudine | Longitudine | Diametro  |
| --------- | ---------------------------------------------------- | ---------- | ----------- | --------- |
| Ibsen     | Henrik Ibsen - Scrittore norvegese (1828-1906).      | 24,38° S   | 35,91° W    | 159,04 km |
| Ictinus   | Ictino - Architetto greco (fl. V secolo a.C.).       | 79,21° S   | 175,6° W    | 58,03 km  |
| Imhotep   | Imhotep - Architetto egizio (fl. XXVII secolo a.C.). | 18,06° S   | 37,41° W    | 158,78 km |
| Ives      | Charles Ives - Compositore statunitense (1874-1954). | 32,9° S    | 112,05° W   | 18,42 km  |
| Izquierdo | María Izquierdo - Pittrice messicana (1902-1955).    | 1,63° S    | 252,95° W   | 174,15 km |

### J
| Cratere       | Eponimo                                                  | Latitudine | Longitudine | Diametro  |
| ------------- | -------------------------------------------------------- | ---------- | ----------- | --------- |
| Janáček       | Leoš Janáček - Compositore ceco (1854-1928).             | 55,6° N    | 154,88° W   | 47,73 km  |
| Jiménez       | Juan Ramón Jiménez - Poeta spagnolo (1881 – 1958).       | 81,83° N   | 152,31° W   | 27 km     |
| Jobim         | Antônio Carlos Jobim - Musicista brasiliano (1927-1994). | 32,46° N   | 66,69° W    | 167 km    |
| Jókai         | Mór Jókai - Drammaturgo ungherese (1825-1904).           | 71,81° N   | 138,84° W   | 93,27 km  |
| Joplin        | Scott Joplin - Compositore statunitense (1868-1917).     | 38,08° S   | 25,41° W    | 138,98 km |
| Josetsu       | Josetsu - Pittore giapponese (1405 – 1496).              | 83,58° N   | 134,93° W   | 30 km     |
| Judah Ha-Levi | Yehuda Ha-Levi - Poeta sefardita (c. 1075-1141).         | 10,75° N   | 108,01° W   | 85,61 km  |

### K
| Cratere         | Eponimo                                                                       | Latitudine | Longitudine | Diametro  |
| --------------- | ----------------------------------------------------------------------------- | ---------- | ----------- | --------- |
| Kālidāsā        | Kālidāsa - Poeta indiano (fl. c. IV secolo).                                  | 18,33° S   | 179,7° W    | 160,97 km |
| Kandinsky       | Vasilij Vasil'evič Kandinskij - Pittore russo (1866-1944).                    | 87,9° N    | 280,1° W    | 60 km     |
| Karsh           | Yousuf Karsh - Fotografo canadese (1908-2002).                                | 35,46° S   | 281,06° W   | 58,39 km  |
| Keats           | John Keats - Poeta inglese (1795-1821).                                       | 70,42° S   | 156,98° W   | 107,85 km |
| Kenkō           | Yoshida Kenkō - Scrittore giapponese (c. 1283-1350).                          | 21,29° S   | 16,23° W    | 105,12 km |
| Kerouac         | Jack Kerouac - Scrittore statunitense (1922-1969).                            | 25,16° N   | 230,81° W   | 110 km    |
| Kertész         | André Kertész - Fotografo ungherese (1894-1985).                              | 27,35° N   | 213,78° W   | 31,55 km  |
| Khansa          | Al-Khansa' - Poetessa araba (fl. VII secolo).                                 | 59,03° S   | 51,76° W    | 112,93 km |
| Kipling         | Joseph Rudyard Kipling - Scrittore britannico (1865-1936).                    | 19,35° S   | 287,95° W   | 164,27 km |
| Kirby           | Jack Kirby - Fumettista statunitense (1917 – 1994).                           | 82,96° N   | 151,32° W   | 31 km     |
| Kobro           | Katarzyna Kobro - Scultrice polacca (1899-1951).                              | 82,2° S    | 81,2° W     | 54 km     |
| Kofi            | Vincent Akwete Kofi - Scultore ghanese (1923-1974).                           | 56,79° N   | 241,77° W   | 135,87 km |
| Komeda          | Krzysztof Komeda - Musicista polacco (1931-1969).                             | 82,9° S    | 90,1° W     | 54 km     |
| Kōshō           | Kōshō - Scultore giapponese (fl. XIII secolo).                                | 59,85° N   | 139,9° W    | 64,57 km  |
| Kuan Han-Ch'ing | Guan Hanqing - Drammaturgo cinese (fl. XIV secolo).                           | 29,4° N    | 53,64° W    | 143,72 km |
| Kuiper          | Gerard Peter Kuiper - Astronomo statunitense di origine olandese (1905-1973). | 11,32° S   | 31,4° W     | 62,32 km  |
| Kulthum         | Umm Kulthum - Cantante egiziana (1904-1975).                                  | 50,73° N   | 266,36° W   | 31,33 km  |
| Kunisada        | Utagawa Kunisada - Incisore giapponese (1786-1865).                           | 1,36° N    | 247,12° W   | 241,45 km |
| Kuniyoshi       | Utagawa Kuniyoshi - Incisore giapponese (1796-1861).                          | 57,86° S   | 37,34° W    | 26,51 km  |
| Kurosawa        | Kurosawa Kinko - Musicista giapponese (fl. XVIII secolo).                     | 52,63° S   | 21,46° W    | 151,68 km |
| Kyōsai          | Kawanabe Kyōsai - Artista giapponese (1831-1889).                             | 25,24° N   | 5,03° W     | 38,95 km  |

### L
| Cratere        | Eponimo                                                           | Latitudine | Longitudine | Diametro  |
| -------------- | ----------------------------------------------------------------- | ---------- | ----------- | --------- |
| Lange          | Dorothea Lange - Fotografa statunitense (1895-1965).              | 6,39° N    | 259,4° W    | 176,23 km |
| Larrocha       | Alicia de Larrocha y de la Calle - Pianista spagnola (1923-2009). | 43,5° N    | 69,91° W    | 196,88 km |
| Laxness        | Halldór Kiljan Laxness - Scrittore islandese (1902-1998).         | 83,53° N   | 52,84° W    | 25,89 km  |
| L'Engle        | Madeleine L'Engle - Scrittrice statunitense (1918-2007).          | 86,6° S    | 289,9° W    | 62 km     |
| Le Guin        | Ursula K. Le Guin - Scrittrice statunitense (1929-2018).          | 18,76° S   | 102,74° W   | 61 km     |
| Lennon         | John Lennon - Cantautore britannico (1940-1980).                  | 36,41° S   | 318,76° W   | 95,16 km  |
| Leopardi       | Giacomo Leopardi - Poeta italiano (1798-1837).                    | 72,7° S    | 183,56° W   | 71,45 km  |
| Lermontov      | Michail Jur'evič Lermontov - Poeta russo (1814-1841).             | 15,27° N   | 48,91° W    | 165,82 km |
| Lessing        | Gotthold Ephraim Lessing - Scrittore tedesco (1729-1781).         | 28,42° S   | 90,29° W    | 95,39 km  |
| Li Ch'ing-Chao | Li Qingzhao - Poetessa cinese (c. 1084-1151).                     | 77,91° S   | 71,4° W     | 69,12 km  |
| Li Po          | Li Bai - Poeta cinese (701-762).                                  | 17,2° N    | 35,61° W    | 109,63 km |
| Liang K'ai     | Liang Kai - Artista cinese (fl. XII-XIII secolo).                 | 39,77° S   | 184,38° W   | 144,95 km |
| Lismer         | Arthur Lismer - Pittore canadese (1885-1969).                     | 81,31° N   | 193,28° W   | 139,12 km |
| Liszt          | Franz Liszt - Compositore ungherese (1811-1886).                  | 16,1° S    | 168,21° W   | 78,64 km  |
| Lorde          | Audre Lorde - Poetessa statunitense (1934-1992).                  | 69,12° S   | 49,57° W    | 45 km     |
| Lovecraft      | Howard Phillips Lovecraft - Scrittore statunitense (1890-1937).   | 86,24° S   | 73,82° W    | 51,97 km  |
| Lu Hsun        | Lu Xun - Scrittore cinese (1881-1936).                            | 0,03° N    | 23,7° W     | 96,41 km  |
| Lucena         | Clemencia Lucena - Pittrice colombiana (1945-1983).               | 25,21° S   | 156,10° W   | 52 km     |
| Lysippus       | Lisippo - Scultore greco (fl. IV secolo a.C.).                    | 0,7° N     | 132,78° W   | 154,64 km |

### M
| Cratere      | Eponimo                                                      | Latitudine | Longitudine | Diametro  |
| ------------ | ------------------------------------------------------------ | ---------- | ----------- | --------- |
| Ma Chih-Yuan | Ma Zhiyuan - Scrittore cinese (c. 1250-1321).                | 60,01° S   | 78,01° W    | 196,96 km |
| Machaut      | Guillaume de Machaut - Poeta francese (c. 1300-1377).        | 2,04° S    | 82,33° W    | 104 km    |
| MacNicol     | Bessie MacNicol - Pittrice scozzese (1869-1904).             | 68,19° S   | 355,95° W   | 42 km     |
| Magritte     | René Magritte - Pittore belga (1898-1967).                   | 72,86° S   | 238,66° W   | 148,96 km |
| Mahler       | Gustav Mahler - Compositore boemo (1860-1911).               | 19,79° S   | 18,64° W    | 103,71 km |
| Mahsati      | Mahsati - Poetessa persiana (c. 1089-1159).                  | 39,57° N   | 250,29° W   | 79 km     |
| Makeba       | Miriam Makeba - Cantante sudafricana (1932-2008).            | 14,22° N   | 1,41° W     | 26 km     |
| Manley       | Edna Manley - Scultrice giamaicana (1900-1987).              | 10,53° S   | 256,61° W   | 218 km    |
| Mansart      | Jules Hardouin Mansart - Architetto francese (1646-1708).    | 72,66° N   | 123,77° W   | 84,97 km  |
| Mansur       | Ustad Mansur - Pittore mughal (fl. XVII secolo a.C.).        | 47,34° N   | 163,52° W   | 94,87 km  |
| March        | Ausiàs March - Poeta catalano (1397-1459).                   | 30,92° N   | 176,22° W   | 83,28 km  |
| Mark Twain   | Mark Twain - Scrittore statunitense (1835-1910).             | 10,9° S    | 138,08° W   | 142,41 km |
| Martí        | José Martí - Scrittore cubano (1853-1895).                   | 75,92° S   | 168,03° W   | 69,48 km  |
| Martial      | Marco Valerio Marziale - Poeta romano (c. 40-103).           | 68,37° N   | 178,25° W   | 51,42 km  |
| Martins      | Maria Martins - Scultrice brasiliana (1894-1973).            | 8° S       | 304,93° W   | 12,4 km   |
| Masuka       | Dorothy Masuka - Cantante sudafricana (1935-2019).           | 32° N      | 70,24° W    | 38 km     |
| Matabei      | Iwasa Matabei - Pittore giapponese (1578-1650).              | 39,84° S   | 13,94° W    | 23,52 km  |
| Matisse      | Henri Matisse - Pittore francese (1869-1954).                | 23,79° S   | 90,11° W    | 189,04 km |
| Melville     | Herman Melville - Scrittore statunitense (1819-1891).        | 22,12° N   | 9,8° W      | 146,45 km |
| Mena         | Juan de Mena - Poeta spagnolo (1411-1456).                   | 0,15° S    | 124,64° W   | 15,19 km  |
| Mendelssohn  | Felix Mendelssohn - Compositore tedesco (1809-1847).         | 70,07° N   | 257,45° W   | 291,06 km |
| Mendes Pinto | Fernão Mendes Pinto - Scrittore portoghese (1509-1583).      | 61,65° S   | 17,58° W    | 192,21 km |
| Michelangelo | Michelangelo Buonarroti - Artista italiano (1475-1564).      | 44,9° S    | 109,73° W   | 229,71 km |
| Mickiewicz   | Adam Mickiewicz - Poeta polacco (1798-1855).                 | 23,15° N   | 103,3° W    | 102,69 km |
| Milton       | John Milton - Scrittore inglese (1608-1674).                 | 26,12° S   | 175,01° W   | 180,85 km |
| Mistral      | Gabriela Mistral - Poetessa cilena (1889-1957).              | 4,71° N    | 54,58° W    | 101,93 km |
| Mofolo       | Thomas Mofolo - Scrittore basotho (1876-1948).               | 37,82° S   | 28,18° W    | 103,16 km |
| Molière      | Molière - Drammaturgo francese (1622-1673).                  | 15,45° N   | 17,39° W    | 139,26 km |
| Monet        | Claude Monet - Pittore francese (1840-1926).                 | 44,25° N   | 9,66° W     | 203,1 km  |
| Monk         | Thelonious Monk - Musicista statunitense (1917-1982).        | 66,26° N   | 296,54° W   | 12,54 km  |
| Monteverdi   | Claudio Monteverdi - Compositore italiano (1567-1643).       | 64,5° N    | 80,88° W    | 133,57 km |
| Moody        | Ronald Moody - Scultore giamaicano (1900-1984).              | 13,21° S   | 215,03° W   | 82,57 km  |
| Morrison     | Toni Morrison - Scrittrice statunitense (1931-2019).         | 79,66° N   | 232,57° W   | 35 km     |
| Motonobu     | Kanō Motonobu - Pittore giapponese (1476-1559).              | 0,78° N    | 65,32° W    | 52 km     |
| Mozart       | Wolfgang Amadeus Mozart - Compositore austriaco (1756-1791). | 7,79° N    | 190,41° W   | 241,04 km |
| Munch        | Edvard Munch - Pittore norvegese (1863-1944).                | 40,54° N   | 206,95° W   | 57,04 km  |
| Munkácsy     | Mihály Munkácsy - Pittore ungherese (1844-1900).             | 22,04° N   | 258,85° W   | 193,36 km |
| Murasaki     | Murasaki Shikibu - Scrittrice giapponese (c. 973-1025).      | 12,5° S    | 30,5° W     | 132,24 km |
| Mussorgskij  | Modest Petrovič Musorgskij - Compositore russo (1839-1881).  | 32,74° N   | 97,62° W    | 115,71 km |
| Myron        | Mirone - Scultore greco (fl. V secolo a.C.).                 | 71,22° N   | 84,9° W     | 25,13 km  |

### N
| Cratere   | Eponimo | Latitudine | Longitudine | Diametro  |
| --------- | --- | ---------- | ----------- | --------- |
| Nabokov   | Vladimir Vladimirovič Nabokov - Scrittore russo, naturalizzato statunitense (1899-1977).                   | 14,59° S   | 304,27° W   | 165,54 km |
| Nairne    | Carolina Nairne - Compositrice britannica (1766-1845).                                                     | 70,34° S   | 358,41° W   | 56 km     |
| Namatjira | Albert Namatjira - Pittore australiano (1902-1959).                                                        | 58,82° N   | 32,9° W     | 34 km     |
| Nampeyo   | Iris Nampeyo - Vasaia Hopi (c. 1860-1942).                                                                 | 40,26° S   | 49,89° W    | 49,2 km   |
| Nasir     | Sayyid Abdallah Bin Ali Bin Nasir - Poeta swahili (1735-1810).                                             | 20,33° S   | 333,30° W   | 42 km     |
| Navoi     | Ali-Shir Nava'i - Letterato uiguro (1441-1501).                                                            | 58,82° N   | 199,41° W   | 68,68 km  |
| Nāwahī    | Joseph Nawahi - Pittore hawaiiano (1842-1896).                                                             | 35,91° N   | 214,66° W   | 37,8 km   |
| Neruda    | Pablo Neruda - Poeta cileno (1904-1973).                                                                   | 52,61° S   | 234,2° W    | 111,55 km |
| Nervo     | Amado Nervo - Poeta messicano (1870-1919).                                                                 | 42,63° N   | 179,72° W   | 66,32 km  |
| Neumann   | Johann Balthasar Neumann - Architetto tedesco (1687-1753).                                                 | 37,26° S   | 34,53° W    | 122,16 km |
| Nizāmī    | Nizami Ganjavi - Poeta persiano (1141-1209).                                                               | 70,38° N   | 167,12° W   | 76,88 km  |
| Nureyev   | Rudol'f Nureev - Ballerino, coreografo e direttore d'orchestra russo, naturalizzato austriaco (1938-1993). | 11,63° N   | 173,05° W   | 16,24 km  |

### O
| Cratere | Eponimo                                               | Latitudine | Longitudine | Diametro  |
| ------- | ----------------------------------------------------- | ---------- | ----------- | --------- |
| Ōkyo    | Maruyama Ōkyo - Pittore giapponese (1733-1795).       | 69,95° S   | 74,36° W    | 65,65 km  |
| Oskison | John Milton Oskison - Scrittore cherokee (1874-1947). | 60,38° N   | 214,64° W   | 121,88 km |
| Ovid    | Publio Ovidio Nasone - Poeta romano (43 a.C.-18).     | 69,62° S   | 20,25° W    | 41,59 km  |

### P
| Cratere    | Eponimo                                                      | Latitudine | Longitudine | Diametro  |
| ---------- | ------------------------------------------------------------ | ---------- | ----------- | --------- |
| Pahinui    | Gabby Pahinui - Musicista statunitense (1921-1980).          | 28,16° S   | 213,17° W   | 53,86 km  |
| Pasch      | Ulrika Fredrica Pasch - Pittrice svedese (1735-1796).        | 46,14° N   | 225,13° W   | 36,66 km  |
| Petipa     | Marius Petipa - Ballerino e coreografo francese (1818-1910). | 11,52° N   | 339,02° W   | 12,03 km  |
| Petőfi     | Sándor Petőfi - Poeta ungherese (1823-1849).                 | 83,5° S    | 241,3° W    | 61 km     |
| Petrarch   | Francesco Petrarca - Poeta italiano (1304-1374).             | 30,47° S   | 26,3° W     | 166,66 km |
| Petronius  | Petronio Arbitro - Scrittore romano (27-66).                 | 86,3° N    | 44,7° W     | 36 km     |
| Phidias    | Fidia - Scultore greco (490-430 a.C.).                       | 8,94° N    | 149,67° W   | 168,46 km |
| Philoxenus | Filosseno di Citera - Poeta greco (436-380 a.C.).            | 8,68° S    | 111,71° W   | 86,72 km  |
| Piazzolla  | Astor Piazzolla - Musicista argentino (1921-1992).           | 34,38° N   | 0,42° W     | 38 km     |
| Picasso    | Pablo Picasso - Pittore spagnolo (1881-1973).                | 3,37° N    | 309,84° W   | 134,32 km |
| Pigalle    | Jean-Baptiste Pigalle - Scultore francese (1714-1785).       | 37,56° S   | 9,69° W     | 152,93 km |
| Plath      | Sylvia Plath - Poetessa statunitense (1932-1963).            | 37,84° N   | 38,75° W    | 34,7 km   |
| Po Chü-I   | Bai Juyi - Poeta cinese (772-846).                           | 6,95° S    | 165,29° W   | 69,7 km   |
| Po Ya      | Bo Ya - Musicista cinese (fl. VIII secolo a.C.).             | 45,98° S   | 20,06° W    | 101 km    |
| Poe        | Edgar Allan Poe - Scrittore statunitense (1809-1849).        | 43,88° N   | 200,7° W    | 76,66 km  |
| Polygnotus | Polignoto di Taso - Pittore greco (fl. V secolo a.C.).       | 0,04° S    | 69,21° W    | 124,07 km |
| Popova     | Ljubov' Sergeevna Popova - Pittrice russa (1889-1924).       | 34,7° S    | 293,35° W   | 34,74 km  |
| Praxiteles | Prassitele - Scultore greco (fl. IV secolo a.C.).            | 27,26° N   | 60,3° W     | 198,08 km |
| Price      | Florence Price - Compositrice statunitense (1887-1953).      | 15,15° N   | 300,84° W   | 38 km     |
| Prokofiev  | Sergej Sergeevič Prokof'ev - Compositore russo (1891-1953).  | 86° N      | 296,3° W    | 112 km    |
| Proust     | Marcel Proust - Scrittore francese (1871-1922).              | 19,55° N   | 47,65° W    | 145,09 km |
| Puccini    | Giacomo Puccini - Compositore italiano (1858-1924).          | 65,42° S   | 45,23° W    | 76,27 km  |
| Purcell    | Henry Purcell - Compositore inglese (1659-1695).             | 80,35° N   | 152,55° W   | 87,67 km  |
| Pushkin    | Aleksandr Sergeevič Puškin - Poeta russo (1799-1837).        | 65,3° S    | 21,7° W     | 232,1 km  |

### Q
| Cratere   | Eponimo                                  | Latitudine | Longitudine | Diametro |
| --------- | ---------------------------------------- | ---------- | ----------- | -------- |
| Qi Baishi | Qi Baishi - Pittore cinese (1864-1957).  | 4,3° S     | 195,53° W   | 14,91 km |
| Qiu Ying  | Ch'iu Ying - Pittore Cinese (1494-1552). | 82,6° N    | 87,5° W     | 20 km    |

### R
| Cratere         | Eponimo                                                       | Latitudine | Longitudine | Diametro  |
| --------------- | ------------------------------------------------------------- | ---------- | ----------- | --------- |
| Rabelais        | François Rabelais - Scrittore francese (c. 1490-1553).        | 60,44° S   | 61,84° W    | 154,29 km |
| Rachmaninoff    | Sergej Vasil'evič Rachmaninov - Musicista russo (1873-1943).  | 27,79° N   | 302,42° W   | 305,62 km |
| Raden Saleh     | Raden Saleh - Pittore indonesiano (1807-1880).                | 2,06° N    | 201,07° W   | 22,64 km  |
| Raditladi       | Leetile Disang Raditladi - Scrittore botswaniano (1910-1971). | 27,11° N   | 240,83° W   | 257,66 km |
| Rainey          | Ma Rainey - Cantante statunitense (1886-1939).                | 33,55° S   | 39,56° W    | 40 km     |
| Rajnis          | Rainis - Scrittore lettone (1865-1929).                       | 4,36° N    | 96,13° W    | 79,7 km   |
| Rameau          | Jean-Philippe Rameau - Compositore francese (1683-1764).      | 54,53° S   | 37,19° W    | 58,01 km  |
| Raphael         | Raffaello Sanzio - Pittore italiano (1483-1520).              | 20,04° S   | 76,69° W    | 342,15 km |
| Ravel           | Maurice Ravel - Compositore francese (1875-1937).             | 11,95° S   | 38,16° W    | 77,62 km  |
| Remarque        | Erich Maria Remarque - Scrittore tedesco (1898-1970).         | 84,94° N   | 6,46° W     | 25,9 km   |
| Rembrandt       | Rembrandt - Pittore olandese (1606-1669).                     | 32,83° S   | 272,46° W   | 716,12 km |
| Renoir          | Pierre-Auguste Renoir - Pittore francese (1841-1919).         | 18,29° S   | 51,89° W    | 219,88 km |
| Repin           | Il'ja Efimovič Repin - Pittore russo (1844-1930).             | 19,11° S   | 63,34° W    | 95,44 km  |
| Riemenschneider | Tilman Riemenschneider - Intagliatore tedesco (1460-1531).    | 53,1° S    | 99,99° W    | 183,96 km |
| Rikyū           | Sen no Rikyū - Maestro di cerimonia giapponese (1522-1591).   | 80,45° N   | 24,22° W    | 22,4 km   |
| Rilke           | Rainer Maria Rilke - Poeta boemo (1875-1926).                 | 44,77° S   | 12,46° W    | 81,67 km  |
| Rimbaud         | Arthur Rimbaud - Poeta francese (1854-1891).                  | 63,67° S   | 148,83° W   | 78,23 km  |
| Rivera          | Diego Rivera - Pittore messicano (1886-1957).                 | 69,28° S   | 327,76° W   | 40,03 km  |
| Rizal           | José Rizal - Scrittore filippino (1861 – 1896).               | 82,48° N   | 146,98° W   | 64 km     |
| Rodin           | Auguste Rodin - Scultore francese (1840-1917).                | 21,64° N   | 18,88° W    | 230,65 km |
| Roerich         | Nikolaj Konstantinovič Rerich - Pittore russo (1874-1947).    | 84,67° S   | 58,52° W    | 111,67 km |
| Rubens          | Peter Paul Rubens - Pittore fiammingo (1577-1640).            | 60,81° N   | 78,27° W    | 158,79 km |
| Rublev          | Andrej Rublëv - Pittore russo (1360-1430).                    | 15,1° S    | 156,99° W   | 128,94 km |
| Rūdaki          | Rudaki - Poeta persiano (c. 858-941).                         | 4° S       | 51,69° W    | 123,54 km |
| Rude            | François Rude - Scultore francese (1784-1855).                | 33,26° S   | 79,19° W    | 68,52 km  |
| Rūmī            | Gialal al-Din Rumi - Poeta persiano (1207-1273).              | 24,14° S   | 105,19° W   | 75,06 km  |
| Rustaveli       | Shota Rustaveli - Poeta georgiano (c. 1172-1216).             | 52,55° N   | 277,41° W   | 200,5 km  |
| Ruysch          | Rachel Ruysch - Pittrice olandese (1664-1750).                | 10,68° S   | 265,77° W   | 64,31 km  |

### S
| Cratere         | Eponimo | Latitudine | Longitudine | Diametro  |
| --------------- | --- | ---------- | ----------- | --------- |
| Sadī            | Saʿdi - Poeta persiano (1184-1291).                                                                             | 79,15° S   | 51,18° W    | 66,54 km  |
| Saikaku         | Ihara Saikaku - Scrittore giapponese (1642-1693).                                                               | 71,89° N   | 178° W      | 64,06 km  |
| Sanai           | Sana'i di Ghazna - Poeta persiano (fl. XII secolo).                                                             | 13,46° S   | 6,68° W     | 490,48 km |
| Sander          | August Sander - Fotografo tedesco (1876-1964).                                                                  | 42,47° N   | 205,28° W   | 47,24 km  |
| Sapkota         | Mahananda Sapkota - Poeta nepalese (1896-1977).                                                                 | 86,09° N   | 132,79° W   | 27,4 km   |
| Sarmiento       | Domingo Faustino Sarmiento - Scrittore argentino (1811-1888).                                                   | 29,33° S   | 189,55° W   | 95,34 km  |
| Savage          | Augusta Savage - Scultrice statunitense (1892-1962).                                                            | 8,6° S     | 266,55° W   | 92,67 km  |
| Sayat-Nova      | Sayat-Nova - Poeta armeno (1712-1795).                                                                          | 28,11° S   | 122,56° W   | 145,87 km |
| Scarlatti       | Alessandro Scarlatti - Compositore italiano (1660-1725). Domenico Scarlatti - Compositore italiano (1685-1757). | 40,84° N   | 101,25° W   | 131,99 km |
| Schoenberg      | Arnold Schönberg - Compositore austriaco naturalizzato statunitense (1874-1951).                                | 16,11° S   | 135,99° W   | 27,61 km  |
| Schubert        | Franz Schubert - Compositore austriaco naturalizzato (1797-1828).                                               | 43,13° S   | 54,31° W    | 190,71 km |
| Scopas          | Skopas - Scultore greco (420-340 a.C.).                                                                         | 80,8° S    | 177,91° W   | 83,16 km  |
| Sei             | Sei Shōnagon - Scrittrice giapponese (fl. X-XI secolo).                                                         | 64,63° S   | 88,63° W    | 137,11 km |
| Seuss           | Dr. Seuss - Scrittore e fumettista statunitense (1904-1991).                                                    | 7,73° N    | 326,76° W   | 63,5 km   |
| Shakespeare     | William Shakespeare - Drammaturgo inglese (1564-1616).                                                          | 47,79° N   | 152,25° W   | 399,06 km |
| Shelley         | Percy Bysshe Shelley - Poeta inglese (1792-1822).                                                               | 47,6° S    | 128,22° W   | 170,98 km |
| Sher-Gil        | Amrita Sher-Gil - Pittrice indiana (1913-1941).                                                                 | 45,25° S   | 225,25° W   | 76,56 km  |
| Shevchenko      | Taras Hryhorovyč Ševčenko - Poeta ucraino (1814-1861).                                                          | 53,55° S   | 46,17° W    | 143,33 km |
| Sholem Aleichem | Sholem Aleichem - Scrittore statunitense di origine ucraina (1859-1916).                                        | 50,97° N   | 90,49° W    | 195,57 km |
| Sibelius        | Jean Sibelius - Compositore finlandese (1865-1957).                                                             | 49,54° S   | 145,25° W   | 93,58 km  |
| Simonides       | Simonide - Poeta greco (c. 555-467 a.C.).                                                                       | 29,11° S   | 44,79° W    | 87,33 km  |
| Sinan           | Sinān - Architetto ottomano di origine greca (1489-1588).                                                       | 15,52° N   | 30,58° W    | 134,37 km |
| Smetana         | Bedřich Smetana - Compositore boemo (1824-1884).                                                                | 48,42° S   | 69,97° W    | 191,37 km |
| Snorri          | Snorri Sturluson - Poeta islandese (1178-1241).                                                                 | 9,15° S    | 83,23° W    | 21,27 km  |
| Sontag          | Susan Sontag - Scrittrice statunitense (1933-2004).                                                             | 36,59° N   | 193,34° W   | 41 km     |
| Sophocles       | Sofocle - Drammaturgo greco (496-406 a.C.).                                                                     | 7,02° S    | 145,92° W   | 142,11 km |
| Sor Juana       | Juana Inés de la Cruz - Scrittrice messicana (c. 1650-1695).                                                    | 50,62° N   | 25,57° W    | 102,56 km |
| Sōseki          | Natsume Sōseki - Scrittore giapponese (1867-1916).                                                              | 39,32° N   | 38,71° W    | 91,75 km  |
| Sōtatsu         | Tawaraya Sōtatsu - Artista giapponese (fl. XVII secolo).                                                        | 48,71° S   | 18,19° W    | 156,5 km  |
| Sousa           | John Philip Sousa - Compositore e direttore di banda statunitense (1854-1932).                                  | 46,75° N   | 358,59° W   | 120,7 km  |
| Spitteler       | Carl Spitteler - Scrittore svizzero (1845-1924).                                                                | 69,18° S   | 60,24° W    | 66,7 km   |
| Steichen        | Edward Steichen - Fotografo lussemburghese naturalizzato statunitense (1879-1973).                              | 12,82° S   | 282,87° W   | 196,17 km |
| Stevenson       | Robert Louis Stevenson - Scrittore scozzese (1850-1894).                                                        | 1,96° N    | 143,75° W   | 134,07 km |
| Stieglitz       | Alfred Stieglitz - Fotografo statunitense (1864-1946).                                                          | 73° N      | 294,06° W   | 100 km    |
| Stoddart        | Margaret Olrog Stoddart - Pittrice neozelandese (1865-1934).                                                    | 12,17° S   | 85,66° W    | 155 km    |
| Strauss         | Famiglia Strauss - Dinastia di compositori austriaci.                                                           | 70,42° N   | 285,53° W   | 17 km     |
| Stravinsky      | Igor' Fëdorovič Stravinskij - Compositore russo naturalizzato francese (1882-1971).                             | 51,97° N   | 78,91° W    | 129,07 km |
| Strindberg      | August Strindberg - Drammaturgo svedese (1849-1912).                                                            | 53,21° N   | 136,56° W   | 189,14 km |
| Sullivan        | Louis Sullivan - Architetto statunitense (1856-1924).                                                           | 16,01° S   | 86,96° W    | 153,23 km |
| Sūr Dās         | Sūrdās - Poeta hindu (fl. XVI secolo).                                                                          | 46,86° S   | 93,71° W    | 131,32 km |
| Surikov         | Vasilij Ivanovič Surikov - Pittore russo (1848-1916).                                                           | 37,08° S   | 124,93° W   | 108,68 km |
| Sveinsdóttir    | Júlíana Sveinsdóttir - Artista islandese (1889-1966).                                                           | 2,81° S    | 259,71° W   | 212,8 km  |

### T
| Cratere       | Eponimo                                                                              | Latitudine | Longitudine | Diametro  |
| ------------- | ------------------------------------------------------------------------------------ | ---------- | ----------- | --------- |
| Takanobu      | Takanobu - Pittore giapponese (1142-1205).                                           | 30,65° N   | 108,62° W   | 72,28 km  |
| Takayoshi     | Takayoshi - Pittore giapponese (fl. XII secolo).                                     | 37,24° S   | 163,79° W   | 135,86 km |
| Tansen        | Miyan Tansen - Musicista hindustano (fl. XVI secolo).                                | 4,13° N    | 71,64° W    | 27,09 km  |
| Thākur        | Rabindranath Tagore - Scrittore indiano (1861-1941).                                 | 2,98° S    | 64,41° W    | 111,05 km |
| Theophanes    | Teofane il Greco - Pittore bizantino (c. 1335-1410).                                 | 5,07° S    | 142,68° W   | 46,39 km  |
| Thoreau       | Henry David Thoreau - Scrittore statunitense (1817-1862).                            | 5,95° N    | 132,56° W   | 71,71 km  |
| Tintoretto    | Tintoretto - Pittore veneziano (1518-1594).                                          | 48,08° S   | 22,95° W    | 94,21 km  |
| Titian        | Tiziano Vecellio - Pittore italiano (c. 1480-1576).                                  | 3,66° S    | 42,56° W    | 109,15 km |
| Tolkien       | John Ronald Reuel Tolkien - Scrittore e filologo britannico (1892-1973).             | 88,8° N    | 210,7° W    | 50 km     |
| To Ngoc Van   | To Ngoc Van - Pittore vietnamita (1906-1954).                                        | 52,5° N    | 111,98° W   | 71,08 km  |
| Tolstoj       | Lev Tolstoj - Scrittore russo (1828-1910).                                           | 16,24° S   | 164,66° W   | 355,55 km |
| Traba         | Marta Traba Taín - Scrittrice argentina (1930-1983).                                 | 5,56° N    | 117,53° W   | 61 km     |
| Travers       | Pamela Lyndon Travers - Scrittrice australiana naturalizzata britannica (1899-1996). | 28° S      | 329,1° W    | 164 km    |
| Truffaut      | François Truffaut - Regista francese (1932-1984).                                    | 13,49° N   | 63,21° W    | 79 km     |
| Tryggvadóttir | Nína Tryggvadóttir - Pittrice islandese (1913-1968).                                 | 89,2° N    | 166,5° W    | 31 km     |
| Ts'ai Wen-Chi | Cai Wenji - Poetessa cinese (fl. II-III secolo).                                     | 23,41° N   | 22,96° W    | 123,8 km  |
| Ts'ao Chan    | Cao Xueqin - Scrittore cinese (c. 1724-1763).                                        | 13,33° S   | 142,19° W   | 109,97 km |
| Tsurayuki     | Ki no Tsurayuki - Poeta giapponese (872-945).                                        | 63,01° S   | 20,26° W    | 83,07 km  |
| Tung Yüan     | Dong Yuan - Pittore cinese (c. 934-962).                                             | 75,22° N   | 63,49° W    | 60,46 km  |
| Turgenev      | Ivan Sergeevič Turgenev - Scrittore russo (1818-1883).                               | 65,63° N   | 136,36° W   | 136,37 km |
| Tyagaraja     | Tyāgarāja - Musicista karnatako (1767-1847).                                         | 3,9° N     | 148,75° W   | 96,88 km  |

### U
| Cratere   | Eponimo                                            | Latitudine | Longitudine | Diametro  |
| --------- | -------------------------------------------------- | ---------- | ----------- | --------- |
| Unkei     | Unkei - Scultore giapponese (1153-1224).           | 31,81° S   | 62,54° W    | 121,47 km |
| Ustad Isa | Ustad Isa - Architetto persiano (fl. XVII secolo). | 31,97° S   | 166,09° W   | 137,78 km |

### V
| Cratere         | Eponimo                                                         | Latitudine | Longitudine | Diametro  |
| --------------- | --------------------------------------------------------------- | ---------- | ----------- | --------- |
| Vālmiki         | Vālmīki - Poeta hindu (fl. I secolo a.C.).                      | 23,63° S   | 141,4° W    | 209,58 km |
| Van Dijck       | Antoon van Dyck - Pittore fiammingo (1599-1641).                | 75,48° N   | 166,89° W   | 101,23 km |
| Van Eyck        | Jan van Eyck - Pittore fiammingo (1390-1441).                   | 43,13° N   | 159,37° W   | 271,18 km |
| van Gogh        | Vincent van Gogh - Pittore olandese (1853-1890).                | 76,84° S   | 138,41° W   | 99,4 km   |
| Varma           | Raja Ravi Varma - Pittore Indiano (1848-1906).                  | 80,62° N   | 20,19° W    | 29,59 km  |
| Vazov           | Ivan Vazov - Poeta bulgaro (1850-1921).                         | 65,40° S   | 212,33° W   | 33 km     |
| Velázquez       | Diego Velázquez - Pittore spagnolo (1599-1660).                 | 37,7° N    | 55,41° W    | 127,97 km |
| Verdi           | Giuseppe Verdi - Compositore italiano (1813-1901).              | 64,25° N   | 169,62° W   | 144,55 km |
| Veronese        | Paolo Veronese - Pittore italiano (1528-1588).                  | 5,3° N     | 55,95° W    | 45 km     |
| Vieira da Silva | Maria Helena Vieira da Silva - Pittrice portoghese (1908-1992). | 1,56° N    | 123,34° W   | 273,84 km |
| Villa-Lobos     | Heitor Villa-Lobos - Compositore brasiliano (1887-1959).        | 5,24° N    | 353,07° W   | 67 km     |
| Vincente        | Gil Vicente - Drammaturgo portoghese (1465-1536).               | 56,73° S   | 142,86° W   | 108,41 km |
| Vivaldi         | Antonio Vivaldi - Compositore italiano (1678-1741).             | 13,77° N   | 85,89° W    | 213,82 km |
| Vlaminck        | Maurice de Vlaminck - Pittore francese (1876-1958).             | 28,51° N   | 13,44° W    | 81,63 km  |
| Vonnegut        | Kurt Vonnegut - Scrittore statunitense (1922-2007).             | 82,72° N   | 249,91° W   | 26,61 km  |
| Vyāsa           | Vyāsa - Poeta indiano (fl. 1500 a.C.).                          | 49,8° N    | 84,62° W    | 296,8 km  |

### W
| Cratere       | Eponimo                                             | Latitudine | Longitudine | Diametro  |
| ------------- | --------------------------------------------------- | ---------- | ----------- | --------- |
| Wagner        | Richard Wagner - Compositore tedesco (1813-1883).   | 68,2° S    | 114,93° W   | 134,11 km |
| Wang Meng     | Wang Meng - Pittore cinese (1308-1385).             | 8,64° N    | 104,06° W   | 165,12 km |
| Warhol        | Andy Warhol - Artista statunitense (1928-1987).     | 2,54° S    | 6,08° W     | 91,35 km  |
| Waters        | Muddy Waters - Cantautore statunitense (1915-1983). | 8,96° S    | 254,63° W   | 15 km     |
| We’wha        | We’wha - Artista zuñi (c. 1849-1896).               | 42,57° S   | 151,32° W   | 56 km     |
| Wen Tianxiang | Wen Tianxiang - Scrittore cinese (1236-1283).       | 45,34° S   | 191,60° W   | 166,42 km |
| Wergeland     | Henrik Wergeland - Poeta norvegese (1808-1845).     | 37,87° S   | 56,27° W    | 42,23 km  |
| Whitman       | Walt Whitman - Poeta statunitense (1819-1892).      | 41,39° N   | 111,8° W    | 64,39 km  |
| Wren          | Christopher Wren - Architetto inglese (1632-1723).  | 24,76° N   | 36,06° W    | 204,28 km |
| Wu Shujuan    | Wu Shujuan - Pittore cinese (1853-1930).            | 70,80° S   | 346,73° W   | 109 km    |

### X
| Cratere   | Eponimo                                      | Latitudine | Longitudine | Diametro |
| --------- | -------------------------------------------- | ---------- | ----------- | -------- |
| Xiao Zhao | Xiao Zhao - Pittore cinese (fl. XII secolo). | 10,57° N   | 236,09° W   | 24,13 km |

### Y
| Cratere    | Eponimo                                             | Latitudine | Longitudine | Diametro |
| ---------- | --------------------------------------------------- | ---------- | ----------- | -------- |
| Yamada     | Kosaku Yamada - Compositore giapponese (1886-1965). | 82,54° N   | 223,84° W   | 17,1 km  |
| Yeats      | William Butler Yeats - Poeta irlandese (1865-1939). | 9,48° N    | 35,01° W    | 92,28 km |
| Yoshikawa  | Eiji Yoshikawa - Scrittore giapponese (1892-1962).  | 81,2° N    | 254° W      | 30 km    |
| Yun Sǒn-Do | Yun Seondo - Poeta coreano (1587-1671).             | 73,5° S    | 110,05° W   | 75,62 km |

### Z
| Cratere | Eponimo                                                 | Latitudine | Longitudine | Diametro  |
| ------- | ------------------------------------------------------- | ---------- | ----------- | --------- |
| Zeami   | Motokiyo Zeami - Drammaturgo giapponese (c. 1363-1443). | 2,98° S    | 147,38° W   | 128,57 km |
| Zola    | Émile Zola - Scrittore francese (1840-1902).            | 49,68° N   | 178,15° W   | 70,47 km  |

## Nomenclatura abolita
| Cratere  | Eponimo                                               | Latitudine | Longitudine | Diametro  | Motivazione                |
| -------- | ----------------------------------------------------- | ---------- | ----------- | --------- | -------------------------- |
| Yakovlev | Postnik Jakovlev - Architetto russo (fl. XVI secolo). | 40,99° S   | 163,39° W   | 122,71 km | Rinominato Barma nel 1982. |